# Pseudeurostus hilleri
Pseudeurostus hilleri là một loài bọ cánh cứng thuộc họ Ptinidae.